# MNK Trogir
Malonogometni klub Trogir malonogometni (futsal) klub iz Trogira, Splitsko-dalmatinska županija.

## O klubu
Po završetku sezone I. HMNL |1997./98. rasformiran je MNK Foto Ante Stojan Split, jedna od najznajčajnijih hrvatskih malonogometnih klubova 1990.-ih, osvajač prvog kupa, i momčad je priključena Trogiru koji je nastavio u 1. HMNL. 
U listopadu 2017. osvojili su županijski kup.
U sezoni 2018./19. igra u 2. HMNL - Jug.